# Salimpaung (plaats)
Salimpaung is een bestuurslaag in het regentschap Tanah Datar van de provincie West-Sumatra, Indonesië. Salimpaung telt 4768 inwoners (volkstelling 2010).